# Time and again
『Time and again』（タイム アンド アゲイン）は、岡村孝子の通算27枚目のシングル。2001年8月29日発売。発売元はeast west japan。

## 解説
アルバム3枚ごとに定例的に発売されるセレクション・アルバム『After Tone IV』（2001年9月27日発売）からの先行シングルとして発売された。「Time and again」は『After Tone IV』のため書き下ろした新曲で、人生の機微を歌う。
1994年9月14日発売の10枚目アルバム『SWEET HEARTS』に収録された「明日への道」の続編を作ったらどうなるか、と思ったことが本楽曲が生まれたきっかけだ、とアルバム内のセルフライナーノーツで語っている。

## 収録曲
1. Time and again　（5:25）
  - 作詞・作曲: 岡村孝子 、編曲: 萩田光雄
2. 明日の風（Remix）　（5:22）
  - 作詞・作曲: 岡村孝子 、編曲: 萩田光雄
3. Time and again 〜Original Karaoke〜
4. 明日の風 （Remix） 〜Original Karaoke〜

## 楽曲の収録作品
- Time and again
  - After Tone IV
  - DO MY BEST
  - T's BEST season 2

※オリジナルアルバム未収録。
- 明日の風 （Remix）
  - After Tone IV
- 明日の風 （オリジナルバージョン）
  - BRAND-NEW　（11th アルバム）